# كارتر قلاس
كارتر قلاس (بالإنجليزية: Carter Glass)‏ (و. 1858 – 1946 م) هو سياسي وناشر صحف من الولايات المتحدة ولد في لينشبرغ. مثل ولاية فرجينيا في كل من مجلسي الكونغرس وشغل منصب وزير الخزانة في عهد الرئيس وودرو ويلسون. لعب دورا رئيسيا في إنشاء نظام الرقابة المالية في الولايات المتحدة، ما ساعد على إنشاء نظام الاحتياطي الفدرالي والمؤسسة الاتحادية للتأمين على الودائع.
عمل قلاس كمحرر وناشر، ثم فاز بانتخابات مجلس شيوخ ولاية فرجينيا في عام 1899. وكان مفوضا لاتفاقية فرجينيا الدستورية لعام 1902، حيث كان مؤيدا مؤثرا للسياسات التقدمية والفصل العرقي. فاز قلاس بانتخابات مجلس النواب الأمريكي في عام 1902 وأصبح رئيس لجنة مجلس النواب المصرفية والعملات في عام 1913. وعمل مع الرئيس ويلسون على إقرار قانون الاحتياطي الفدرالي الذي أنشأ النظام المصرفي المركزي للولايات المتحدة. شغل قلاس منصب وزير الخزانة من عام 1918 إلى 1920، وبعدها قبل تعيينه لتمثيل ولاية فرجينيا في مجلس الشيوخ الأمريكي. ترشح غلاس للرئاسة في المؤتمر الوطني الديمقراطي عام 1920، حيث كان «الابن المفضل» (مرشح ذو ترشيح ضعيف ولكن له دعم جهوي قوي).
عمل قلاس في مجلس الشيوخ من عام 1920 إلى وفاته في عام 1946، وأصبح رئيسا للجنة الاعتمادات في مجلس الشيوخ في عام 1933. كما شغل منصب الرئيس المؤقت لمجلس الشيوخ من 1941 إلى 1945. شارك في دعم القانون المصرفي لعام 1933، المعروف أيضا باسم وقانون غلاس ستيغال، الذي أنشأ المؤسسة الاتحادية للتأمين على الودائع، وفرض الفصل بين الشركات المصرفية الاستثمارية والمصارف التجارية. كان غلاس مؤيدا متحمسا لحقوق الولايات، وقد عارض الكثير من بنود الصفقة الجديدة وتخاصم مع الرئيس فرانكلين روزفلت حول التعيينات الاتحادية في ولاية فرجينيا.

## روابط خارجية
- كارتر قلاس على موقع الموسوعة البريطانية (الإنجليزية)
- كارتر قلاس على موقع إن إن دي بي (الإنجليزية)